# Esquelbecq
Esquelbecq (prononcé [ɛskɛlbɛk] ; en néerlandais : Ekelsbeke) est une commune française située dans le département du Nord, en région Hauts-de-France.
En 2023, la commune a été élue comme étant le « village préféré des Français » lors de l'émission Le village préféré des Français diffusée sur France 3 et présentée par Stéphane Bern.

## Géographie

### Situation
Esquelbecq est située à 24,8 km de Dunkerque, 60 km de Lille et à 16,7 km d'Oost-Cappel sur la frontière belge et à 60 km des côtes anglaises. Elle est traversée par l'Yser.

### Transports et déplacements
La gare d'Esquelbecq est desservie par les trains TER Nord-Pas-de-Calais de la ligne d'Arras à Dunkerque et de la ligne Lille à Dunkerque.
Les aéroports les plus proches sont ceux de Ghyvelde (30 km), Marck (48,8 km) et Lesquin (67,5 km).
Route : autoroute A25 sortie 15 direction Wormhout (3 km) puis Esquelbecq (2 km).

### Communes limitrophes
| Crochte Bissezeele | Socx       |          |
| Zegerscappel       | Esquelbecq | Wormhout |
|                    | Ledringhem |          |

### Hydrographie

#### Réseau hydrographique
La commune est située dans le bassin Artois-Picardie. Elle est drainée par l'Yser et la Becque de bissezeele,,.
L'Yser est un cours d'eau transfrontalier franco-belge, d'une longueur de 70 km en France, prend sa source dans la commune de Buysscheure. Il s'écoule vers la Mer du Nord, en traversant les Flandres française et belge, et s'y jette à Nieuport en Belgique, dans un estuaire très artificialisé. Les caractéristiques hydrologiques de l'Yser sont données par la station hydrologique située sur la commune. Le débit moyen mensuel est de 0,28 m3/s. Le débit moyen journalier maximum est de 11,228 novembre 202 113,1 m3/s, atteint le même jour.

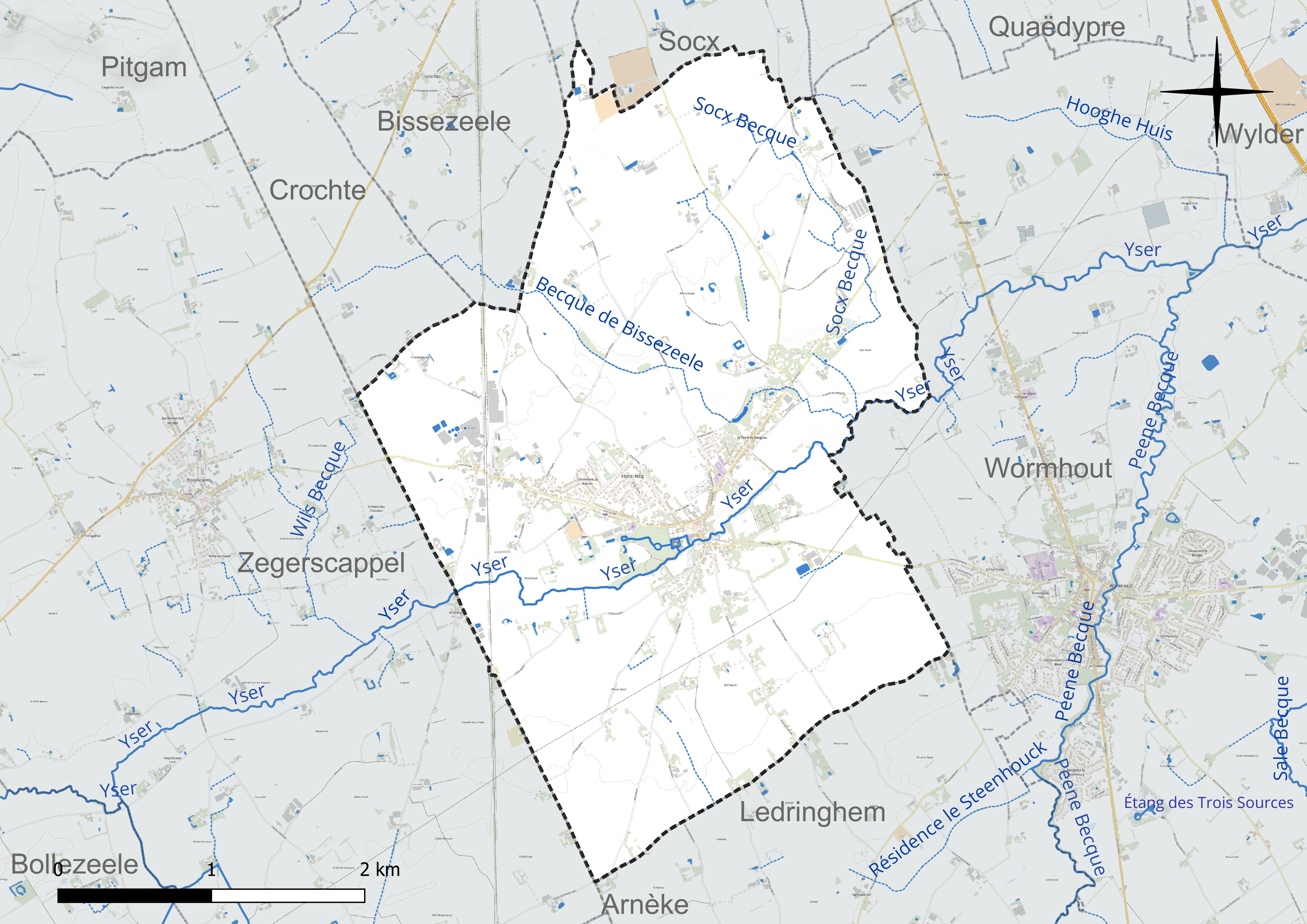
Réseau hydrographique d'Esquelbecq.

#### Gestion et qualité des eaux
Le territoire communal est couvert par le schéma d'aménagement et de gestion des eaux (SAGE) « Yser ». Ce document de planification concerne un territoire de 381 km2 de superficie, délimité par le bassin versant de l'Yser en France. Le périmètre a été arrêté le 8 novembre 2005 et le SAGE proprement dit a été approuvé le 30 novembre 2016. La structure porteuse de l'élaboration et de la mise en œuvre est l'Union syndicale d'aménagement hydraulique du Nord (USAN). 
La qualité des cours d'eau peut être consultée sur un site dédié géré par les agences de l'eau et l'Agence française pour la biodiversité. 

### Climat
Pour des articles plus généraux, voir Climat des Hauts-de-France et Climat du Nord.
En 2010, le climat de la commune est de type climat océanique altéré, selon une étude du CNRS s'appuyant sur une série de données couvrant la période 1971-2000. En 2020, Météo-France publie une typologie des climats de la France métropolitaine dans laquelle la commune est exposée à un climat océanique et est dans la région climatique  Côtes de la Manche orientale, caractérisée par un faible ensoleillement (1 550 h/an) ; forte humidité de l'air (plus de 20 h/jour avec humidité relative > 80 % en hiver), vents forts fréquents. 
Pour la période 1971-2000, la température annuelle moyenne est de 10,6 °C, avec une amplitude thermique annuelle de 13,7 °C. Le cumul annuel moyen de précipitations est de 741 mm, avec 12,2 jours de précipitations en janvier et 8,4 jours en juillet. Pour la période 1991-2020, la température moyenne annuelle observée sur la station météorologique la plus proche, située sur la commune de Steenvoorde à 14 km à vol d'oiseau, est de 11,2 °C et le cumul annuel moyen de précipitations est de 727,8 mm,. Pour l'avenir, les paramètres climatiques de la commune estimés pour 2050 selon différents scénarios d'émission de gaz à effet de serre sont consultables sur un site dédié publié par Météo-France en novembre 2022.

## Urbanisme

### Typologie
Au 1er janvier 2024, Esquelbecq est catégorisée bourg rural, selon la nouvelle grille communale de densité à sept niveaux définie par l'Insee en 2022.
Elle appartient à l'unité urbaine d'Esquelbecq, une unité urbaine monocommunale constituant une ville isolée,. Par ailleurs la commune fait partie de l'aire d'attraction de Dunkerque, dont elle est une commune de la couronne,. Cette aire, qui regroupe 66 communes, est catégorisée dans les aires de 200 000 à moins de 700 000 habitants,.

### Occupation des sols
L'occupation des sols de la commune, telle qu'elle ressort de la base de données européenne d'occupation biophysique des sols Corine Land Cover (CLC), est marquée par l'importance des territoires agricoles (91,6 % en 2018), en diminution par rapport à 1990 (95,4 %). La répartition détaillée en 2018 est la suivante :
terres arables (88,9 %), zones urbanisées (8,4 %), zones agricoles hétérogènes (2,7 %). L'évolution de l'occupation des sols de la commune et de ses infrastructures peut être observée sur les différentes représentations cartographiques du territoire : la carte de Cassini (XVIIIe siècle), la carte d'état-major (1820-1866) et les cartes ou photos aériennes de l'IGN pour la période actuelle (1950 à aujourd'hui).

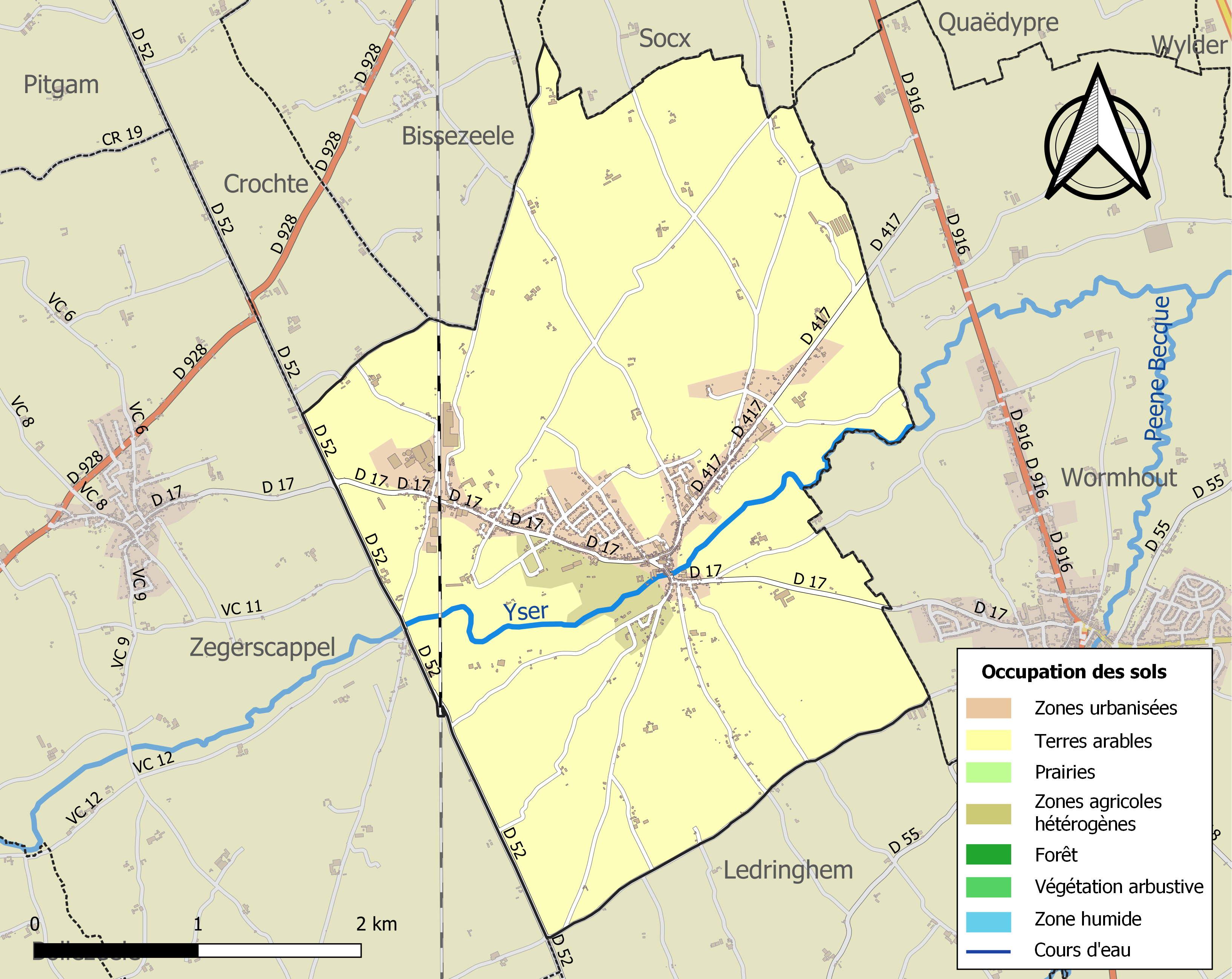
Carte des infrastructures et de l'occupation des sols de la commune en 2018 (CLC).

## Toponymie
Hiccclesbeke, Hiklesbeka, Ecclesbeka, avant de se fixer au XVIIe siècle sur Ekelsbeke.
Sur la carte IGN de 1950, on trouve les noms de lieux-dits Zuid Galg Houck, Klocke Houck, Zuid Houck, la Plaine au bois, Pavé de Bergues.

## Histoire

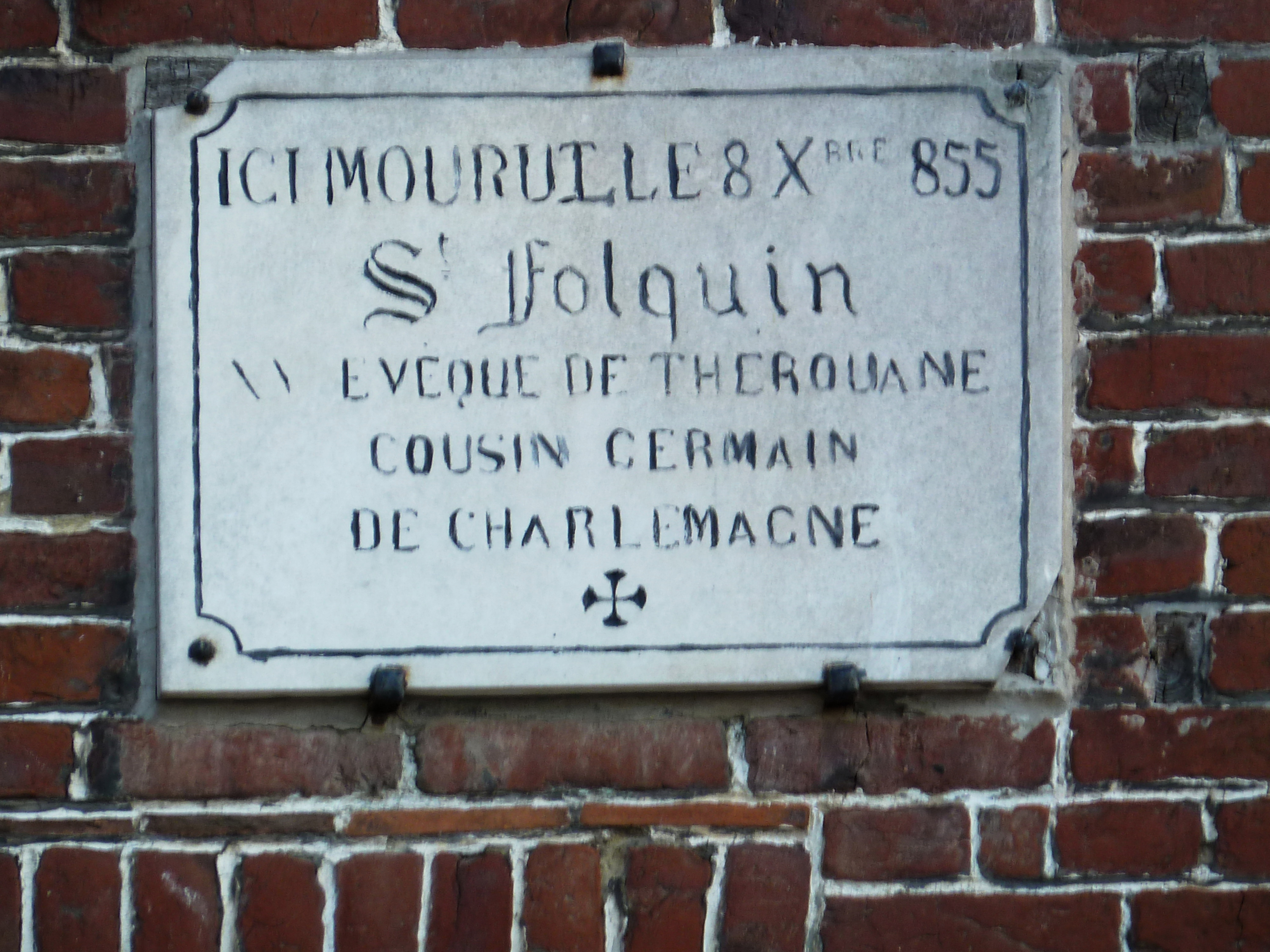
Esquelbecq.- Plaque dédiée à saint Folquin scellée dans le mur de la maison, 6 place Bergerot.

### Avant 1789
Esquelbecq était située sur le territoire des Ménapiens. Une voie romaine venant de Cassel traversait le village pour aboutir à Mardyck. Cette voie romaine correspond plus ou moins au tracé de la route départementale 52 actuelle.
Une toute première installation humaine à Esquelbecq existait au Ve siècle : lors de leur invasion de la Gaule en 451, Attila et les Huns dévastent Bergues, alors appelée Groenbergh et plusieurs villes et villages de la région, Arras, Thérouanne, Tournai, etc., ainsi que Wormhout, Esquelbecq, avant de se diriger vers Amiens et Paris.
IXe siècle : Première apparition du nom dans le cartulaire de l'abbaye de Saint-Bertin de Saint-Omer. La vie de saint Folquin, y est retracée. L'évangélisateur meurt à Esquelbecq le 14 décembre 855, lors d'une tournée pastorale, Esquelbecq étant alors située dans le diocèse de Thérouanne dont Folquin était évêque. Au XIXe siècle, une maison du village située sur la grand-place, portant une statue du saint dans une niche de la façade était considérée par la tradition comme celle où il trépassa. En 1181 et 1210, les reliques, conservées à Saint-Omer, furent amenées temporairement à Esquelbecq, à la demande du village, amenant à chaque fois des miracles (guérisons de maladies anciennes, lueurs dans le ciel la nuit...)
Le village est détruit par les Vikings en 880.
En 1199, Philippe, abbé de l'abbaye de Saint-Winoc de Bergues, conclut un accord avec le sire Guillaume de Tymbron (Thiembronne?) pour le partage des dîmes d'Esquelbecq.
Esquelbecq relevait de la châtellenie de Bergues et de la Cour féodale ou Peron de Bergues. Cette Cour féodale était propriété du souverain (comtes de Flandre puis rois de France) et étroitement imbriquée avec la châtellenie qui s'étendait sur toutes les communes autour de Bergues, d'où de nombreux litiges entre les deux pouvoirs concernant leurs droits et pouvoirs respectifs. La seigneurie et baronnie d'Esquelbecq relevait de la Cour féodale et appartenait au XVIIIe siècle à la famille de Guernonval. Le baron d'Esquelbecq possédait à cette époque la seigneurie de Ledringhem.
Implanté au bord de l'Yser, le bourg fut dès le Moyen Âge protégé par un château et un seigneur. De cette lointaine construction et de ses occupants, aucun document ne nous est parvenu à ce jour.
Depuis le Moyen Âge et jusqu'en 1821 cinq familles seigneuriales y régnèrent : L'histoire est connue avec certitude depuis la fin du XIIIe siècle, plus exactement 1299, date à laquelle la fille de Thierry d'Esquelbecq, Béatrix, seule héritière du lieu, épouse Gauthier de Ghistelles.
Gauthier ou Wauthier de Ghistelles, seigneur d'Esquelbecq et de Ledringhem, descendant du Gauthier ci-dessus, était également en 1436 gouverneur de La Madeleine, hôpital-léproserie, situé à Bergues mais en dehors de la ville. Avant lui, avant 1428, un autre seigneur d'Esquelbecq avait déjà rempli cette fonction.
Durant plusieurs générations, le château restera dans la famille : Jean, Gérard, Jean, Gauthier… Jeanne qui épousera Louis d'Hallewyn. On peut penser que les d'Hallewyn, seigneurs français furent contraints de vendre leurs biens en Flandre alors sous la domination espagnole. Cette vente eut lieu le 4 février 1584 (vente approuvée par Philippe II le 18 février), l'acheteur et nouveau seigneur et « comte » d'Esquelbecq n'était autre que Valentin de Pardieu, né à Saint-Orner, gouverneur de Gravelines, seigneur de la Motte. Il meurt au siège de Doullens le 16 juillet 1595, n'ayant aucun héritier. Valentin de Pardieu avait fait campagne avec les armées de Charles Quint.
En 1560, après la destruction de Thérouanne par Charles Quint, Esquelbecq fut placée par bref du Pape Pie IV dans l'évêché d'Ypres, doyenné de Bergues.

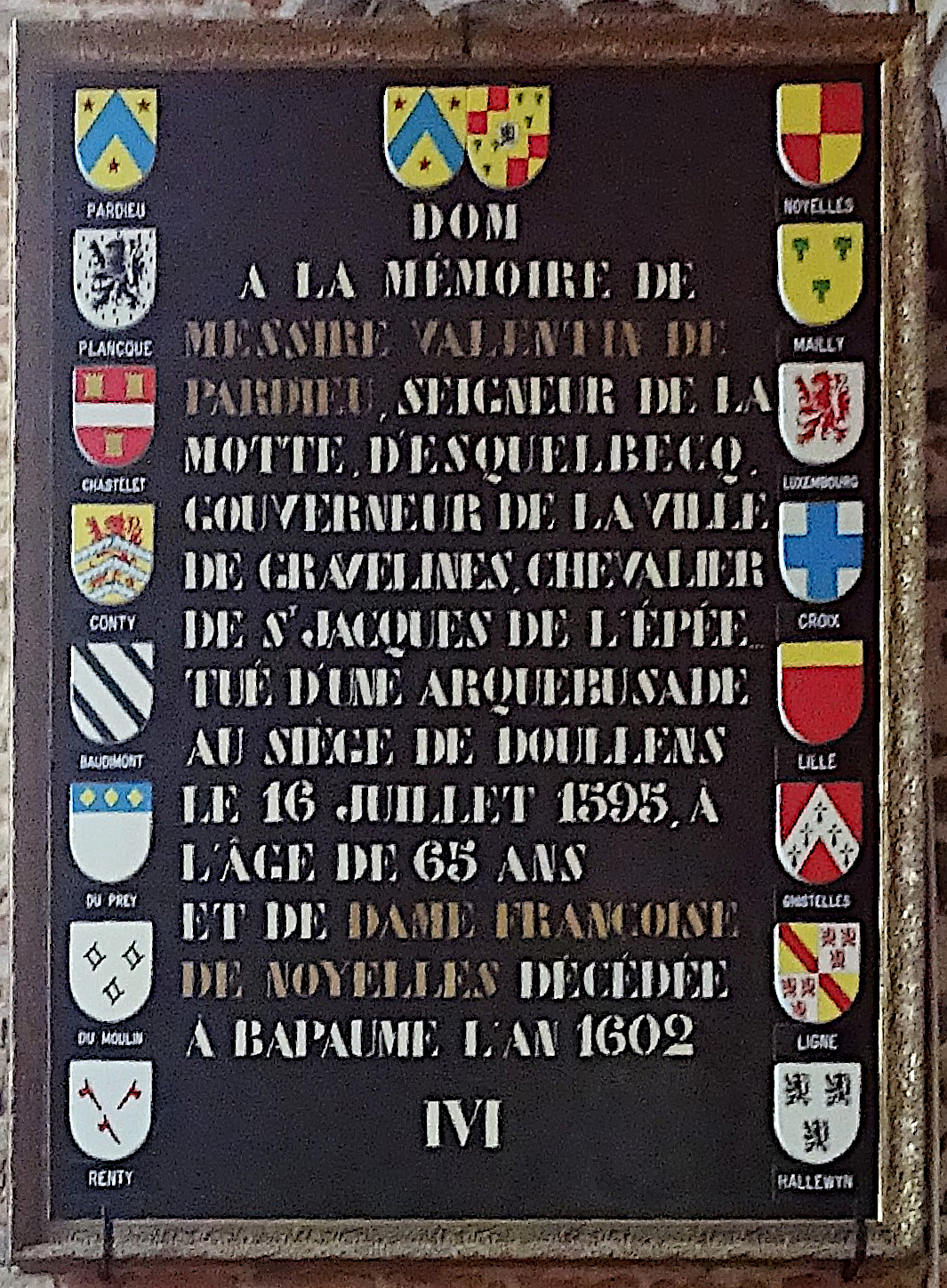
Deo optimo maximo à la mémoire de Valentin de Pardieu, seigneur de la Motte en l'église Saint-Folquin d'Esquelbecq.

C'est à Philippe Levasseur ou Le Vasseur, seigneur de Guernonval, son neveu que Valentin de Pardieu donna ses terres par testament du 13 août 1592. Fait chevalier d'Esquelbecq, puis premier baron du même lieu en 1612, il aura à cœur de relever les ruines du village dont il restaure le château (1606) et l'église (1610). Il meurt en 1633. La terre et seigneurie d'Esquelbecq, tenue du comte de Fauquembergues, (Fauquembergues est détenue depuis des siècles par des membres de la maison de Saint-Omer) est ainsi élevée au rang de baronnie, par lettres données à Bruxelles le 12 janvier 1612, au profit de Philippe Le Vasseur, dit de Guernonval, chevalier, seigneur d'Esquelbecq, membre du conseil de guerre, gouverneur et capitaine de la ville de Gravelines.
Philippe Levasseur de Guernonval a obtenu que quelques os de Saint Folquin soient donnés à l'église du village, placée sous le patronage du saint, afin de marquer la reconstruction de l'église pillée et dévastée lors de la furie iconoclaste du XVIe siècle. L'arrivée des reliques eut lieu le 14 août 1618 lors d'une cérémonie présidée par Guillaume de Loemel, abbé de Saint-Bertin en présence de nombreux ecclésiastiques. En souvenir de l'évènement, tous les 50 ans, le 14 août, était organisée une procession autour du village avec la châsse du saint, ainsi en 1668, 1718, 1768. A cette occasion, pour le passage du saint, on jetait des ponts provisoires en bois et feuillages verts sur l'Yser.
Durant 225 ans, Esquelbecq « appartiendra » à la famille de Guernonval. Louis de Guernonval né à Esquelbecq en 1729 fut le dernier à être enseveli dans la crypte de l'église Saint Folquin en l'an X.

### Révolution de 1789
En 1790 la commune fut érigée en chef-lieu de canton comprenant sept municipalités. Mais elle ne le demeura que deux ans, et c'est Wormhout, commune plus importante qui lui succéda.
En 1793 Esquelbecq connut également la fureur des patriotes. Tout ce qui rappelait l'ordre ancien fut pillé, cassé ou enlevé. Disparurent ainsi le gibet de la place, les armoiries incrustées dans les murs du château, l'église fut vidée de ses objets précieux.
23 août 1793 bataille d'Esquelbecq : Si elle ne fut qu'un épisode de la guerre qui opposa la jeune république au reste de l'Europe, elle fut d'importance pour le village car elle engendra la fin de la magnificence du château. Cette bataille intervint dans le cadre de la bataille d'Hondschoote qui permit de lever le siège de Dunkerque fait par les Anglais.

### XIXesiècle
Après la Révolution française, sous le premier Empire, se tiennent chaque année à Esquelbecq trois foires de seconde classe, héritées de l'époque antérieure à la Révolution, pour marchandises et bestiaux; en 1803, elles ont eu lieu les 15 prairial (4 juin), 15 messidor (4 juillet), 15 fructidor (2 septembre).
XIXe siècle : Ruinés par la bataille de 1793 et 15 jours d'occupation ennemie, les de Guernonval l'abandonnèrent tout à fait, ils le vendirent en 1821 à M. Louis Colombier, négociant lillois. Il fut à l'origine de l'essor de la commune pour laquelle il obtint le passage de la voie ferrée et la construction d'une gare. L'arrivée des premiers trains en 1848 fut à l'origine de l'implantation d'industries et de commerces du négoce.
Alphonse Bergerot, marié à la petite-fille de Louis Colombier, fut maire pendant 56 années (de 1851 à 1908) et marqua de son empreinte le village. En 1857, il écrit avec M. Diegerick, l'archiviste d'Ypres, l'histoire du château et des seigneurs d'Esquelbecq. Il fonde la maison de retraite en 1867, l'école Saint Joseph en 1888, dote l'église d'une nouvelle chaire…
En 1854, à la suite d'une commission d'enquête nommée par l'archevêque de Cambrai René-François Régnier, la véracité des reliques de Saint Folquin est confirmée et les os sont replacés dans l'église du village le 14 décembre 1854, lors d'une cérémonie officielle en présence d'une foule considérable. Ces reliques cachées pendant la Révolution française retrouvèrent ainsi leur place occupée depuis 1618.
À la veille du XXe siècle, Esquelbecq compte pas moins de trois marchés par semaine les dimanche, mercredi et samedi.
Vers 1910, un chemin de fer de Herzeele à Saint-Momelin, passe par les villages, alors généralement dotés d'une gare, Wormhout, Esquelbecq Zegerscappel, Bollezeele, Merckeghem, Volckerinckhove-Broxeele, Lederzeele, Nieurlet.

### Les deux guerres mondiales

#### Première Guerre mondiale
Elle a été une douloureuse époque pendant laquelle près de 80 esquelbecquois perdirent la vie.
Esquelbecq a accueilli des troupes de passage. En décembre 1914, un régiment stationnant à Esquelbecq a envoyé un détachement au commandement d'étapes (élément de l'armée organisant le stationnement de troupes, comprenant souvent des chevaux, pendant un temps plus ou moins long, sur les communes dépendant du commandement, en arrière du front) de Steenvoorde. Parmi ce détachement, dix hommes sont absents illégalement depuis 48 heures le 6 décembre. Ils sont signalés à la prévôté  (gendarmerie) de Wormhout. L'un d'eux rentre le lendemain et écope de 15 jours de prison.
En décembre 1914, Esquelbecq est le siège d'un dépôt regroupant les chevaux malades des cantonnements des environs (pour pouvoir être identifiés les chevaux portent un numéro de matricule sur le sabot).
En début 1915, se trouve à Esquelbecq un commissaire militaire chargé de superviser ce qui se passe sur les différentes voies ferrées (à l'époque, il existe nombre de petites voies ferrées, lignes désaffectées de nos jours, reliant les villages entre eux). Ainsi, le 3 février 1915, lorsqu'un wagon prend feu sur les rails à Rexpoëde, le commissaire militaire d'Esquelbecq est prévenu.
Esquelbecq fait partie en 1917 du commandement d'étapes basé à Quaëdypre. La commune dépend également du commandement d'étapes installé à Bergues en 1917-1918.
Lors de la grande offensive allemande sur les monts de Flandre en avril 1918, des milliers de soldats revenant du front tout proche, furent soignés ici. Plus de 600 d'entre eux succombèrent à leurs blessures, aux gaz de combat ou à la maladie et furent enterrés dans un cimetière provisoire, en bordure de la route de la gare, puis définitivement en avril 1918 dans un terrain plus en retrait offert par l'État français[réf. nécessaire].

#### Seconde Guerre mondiale
L'occupation allemande débuta le 28 mai 1940 par une bataille pour la conquête du nœud routier de Wormhout visant à empêcher les alliés de faire retraite vers Dunkerque. Le soir de cette bataille, 86 prisonniers britanniques furent exécutés par des SS de la « Leibstandarte SS Adolf Hitler » sur le territoire d'Esquelbecq au lieu-dit la Plaine au Bois. Un mémorial, en témoignage de ce crime de guerre, est érigé route de Wormhout, et plus récemment la grange du massacre a été reconstruite à l'identique. Le général SS du régiment Leibstandarte Adolf Hitler (L.A.H.) était Sepp Dietrich. Il ne fut pas condamné pour ces crimes, pas plus que Wilhelm Mohnke qui dirigeait le deuxième bataillon dont un détachement de 12 SS furent chargés du massacre (massacre de Wormhout).

## Politique et administration

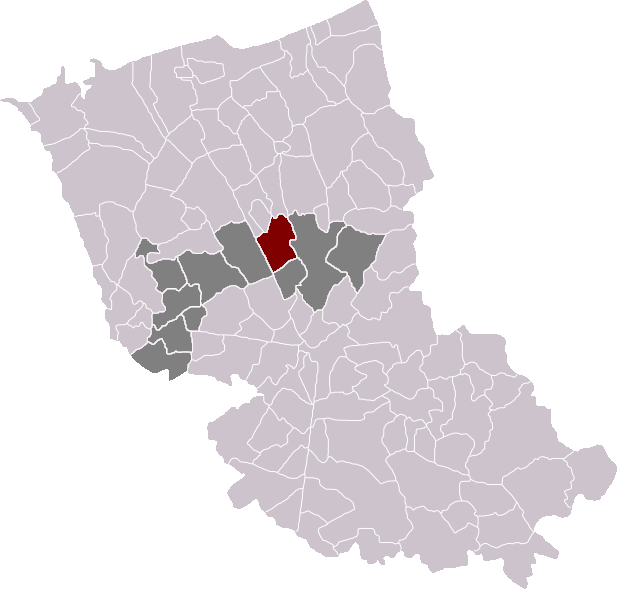
Esquelbecq dans son ancien canton d'avant 2014 et son arrondissement.

### Rattachements administratifs et électoraux
La commune se trouve depuis 1803 dans l'arrondissement de Dunkerque du département du Nord. Pour l'élection des députés, elle fait partie depuis 1988 de la quatorzième circonscription du Nord.
Après avoir été fugacement le chef-lieu d'un canton d'Eskelbec de 1793 à 1801, la commune est rattachée en 1801 au canton de Wormhout. Dans le cadre du redécoupage cantonal de 2014 en France, ce canton, dont la commune est toujours membre, est modifié, passant de 11 à 45 communes.

### Intercommunalité
La commune était membre de la communauté de communes de l'Yser, créée fin 1996.
Dans le cadre de la mise en œuvre de la réforme des collectivités territoriales françaises (2008-2012), celle-ci fusionne avec ses voisines pour former, le 31 décembre 2013, la communauté de communes des Hauts de Flandre, dont Esquelbecq est désormais membre.

## Population et société

### Démographie

#### Évolution démographique
L'évolution du nombre d'habitants est connue à travers les recensements de la population effectués dans la commune depuis 1793. Pour les communes de moins de 10 000 habitants, une enquête de recensement portant sur toute la population est réalisée tous les cinq ans, les populations de référence des années intermédiaires étant quant à elles estimées par interpolation ou extrapolation. Pour la commune, le premier recensement exhaustif entrant dans le cadre du nouveau dispositif a été réalisé en 2006.

En 2022, la commune comptait 2 143 habitants, en évolution de +0,89 % par rapport à 2016 (Nord : +0,51 %, France hors Mayotte : +2,11 %).
| 1793  | 1800  | 1806  | 1821  | 1831  | 1836  | 1841  | 1846  | 1851  |
| ----- | ----- | ----- | ----- | ----- | ----- | ----- | ----- | ----- |
| 1 480 | 1 594 | 1 694 | 1 771 | 1 804 | 1 893 | 1 927 | 1 960 | 2 015 |

| 1856  | 1861  | 1866  | 1872  | 1876  | 1881  | 1886  | 1891  | 1896  |
| ----- | ----- | ----- | ----- | ----- | ----- | ----- | ----- | ----- |
| 1 958 | 1 949 | 1 912 | 1 866 | 1 913 | 1 856 | 1 810 | 1 832 | 1 762 |

| 1901  | 1906  | 1911  | 1921  | 1926  | 1931  | 1936  | 1946  | 1954  |
| ----- | ----- | ----- | ----- | ----- | ----- | ----- | ----- | ----- |
| 1 736 | 1 783 | 1 705 | 1 592 | 1 544 | 1 466 | 1 426 | 1 576 | 1 524 |

| 1962  | 1968  | 1975  | 1982  | 1990  | 1999  | 2006  | 2011  | 2016  |
| ----- | ----- | ----- | ----- | ----- | ----- | ----- | ----- | ----- |
| 1 517 | 1 559 | 1 592 | 1 907 | 1 979 | 2 124 | 2 216 | 2 121 | 2 124 |

| 2021  | 2022  | - | - | - | - | - | - | - |
| ----- | ----- | - | - | - | - | - | - | - |
| 2 134 | 2 143 | - | - | - | - | - | - | - |

#### Pyramide des âges
La population de la commune est relativement jeune.
En 2018, le taux de personnes d'un âge inférieur à 30 ans s'élève à 33,2 %, soit en dessous de la moyenne départementale (39,5 %). À l'inverse, le taux de personnes d'âge supérieur à 60 ans est de 25,1 % la même année, alors qu'il est de 22,5 % au niveau départemental.
En 2018, la commune comptait 1 052 hommes pour 1 058 femmes, soit un taux de 50,14 % de femmes, légèrement inférieur au taux départemental (51,77 %).
Les pyramides des âges de la commune et du département s'établissent comme suit.
| Hommes | Classe d’âge | Femmes |
| ------ | ------------ | ------ |
| 0,6    | 90 ou +      | 1,7    |
| 6,5    | 75-89 ans    | 10,2   |
| 15,0   | 60-74 ans    | 16,1   |
| 24,3   | 45-59 ans    | 23,3   |
| 18,4   | 30-44 ans    | 17,5   |
| 15,3   | 15-29 ans    | 14,6   |
| 20,0   | 0-14 ans     | 16,6   |

| Hommes | Classe d’âge | Femmes |
| ------ | ------------ | ------ |
| 0,5    | 90 ou +      | 1,4    |
| 5,3    | 75-89 ans    | 8,1    |
| 14,8   | 60-74 ans    | 16,2   |
| 19,1   | 45-59 ans    | 18,4   |
| 19,5   | 30-44 ans    | 18,7   |
| 20,7   | 15-29 ans    | 19,1   |
| 20,2   | 0-14 ans     | 18     |

## Culture locale et patrimoine
Un chemin de randonnée pédestre de 10 km, le circuit « Des chênes au château » emmène à travers la commune et la campagne environnante. Il en existe une version plus courte de 5,9 km.

### Lieux et monuments
- Église Saint-Folquin (Xe-XVIIe), incendiée en 1976 et reconstruite en 1978, place Bergerot, inscrite aux monuments historiques depuis 1945[61]
- Château d'Esquelbecq, classé au titre des monuments historiques depuis 1987, monument privé, est construit au XIIIe siècle et restauré en 1606 à l'époque de Philippe de Guernonval, baron du lieu. La conciergerie date de 1590, le colombier construit en 1606 et le jardin à la française est d'époque XVIIe siècle[62],[63]. Situé place Bergerot, il est considéré comme un des derniers joyaux de l'architecture flamande en France. Fermé pendant plus de trente ans, délaissé après l'effondrement du donjon en 1984, repris en main par le fils des propriétaires, rouvert au public depuis 2017, il y a été organisé en 2018 une journée des plantes et des jardins à la flamande (exposition/vente, kermesse à la flamande, démonstration de vannerie,…) après un gros effort de rénovation du jardin et du parc de sept hectares, organisée par l'association du château.

Galerie
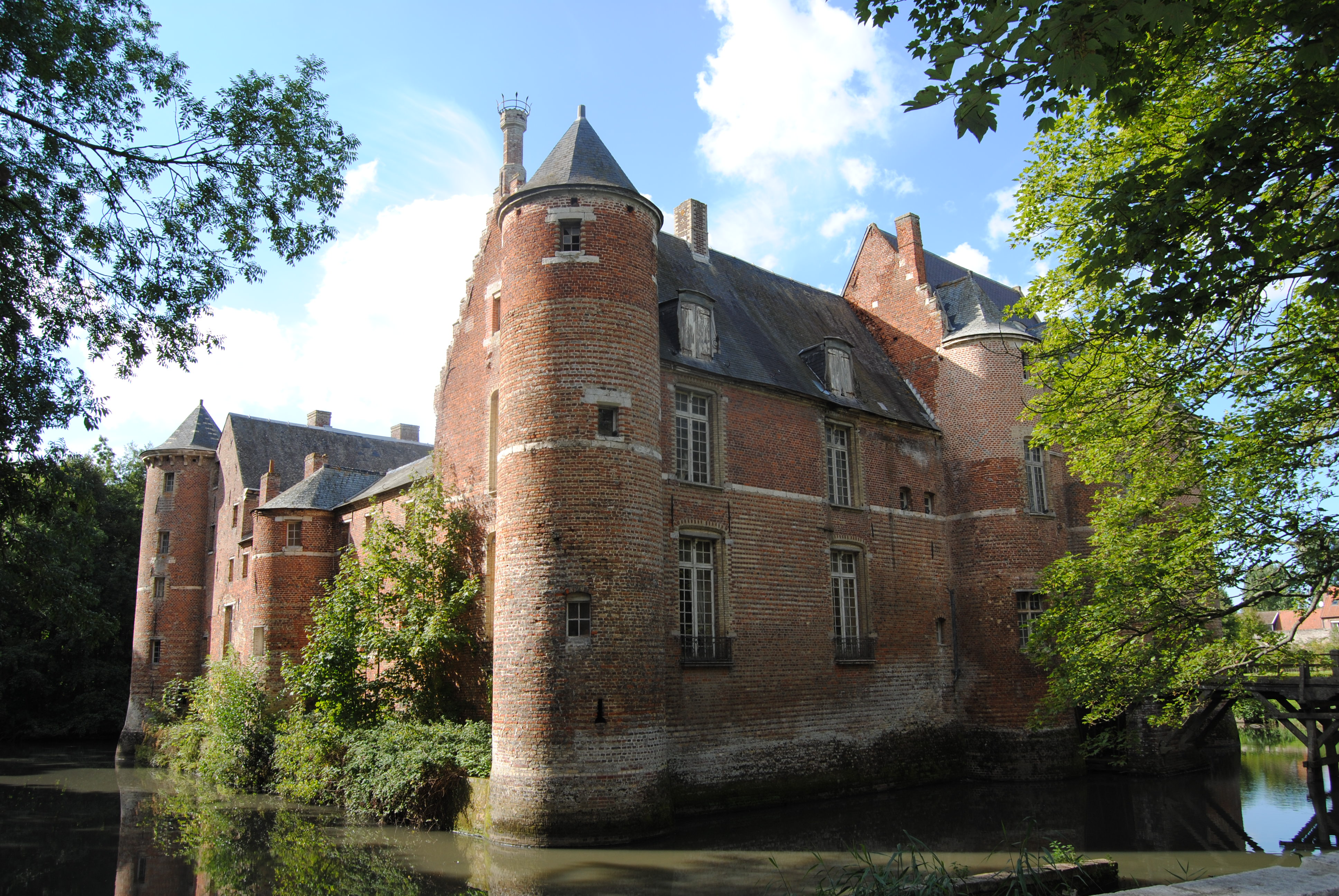
Le château.
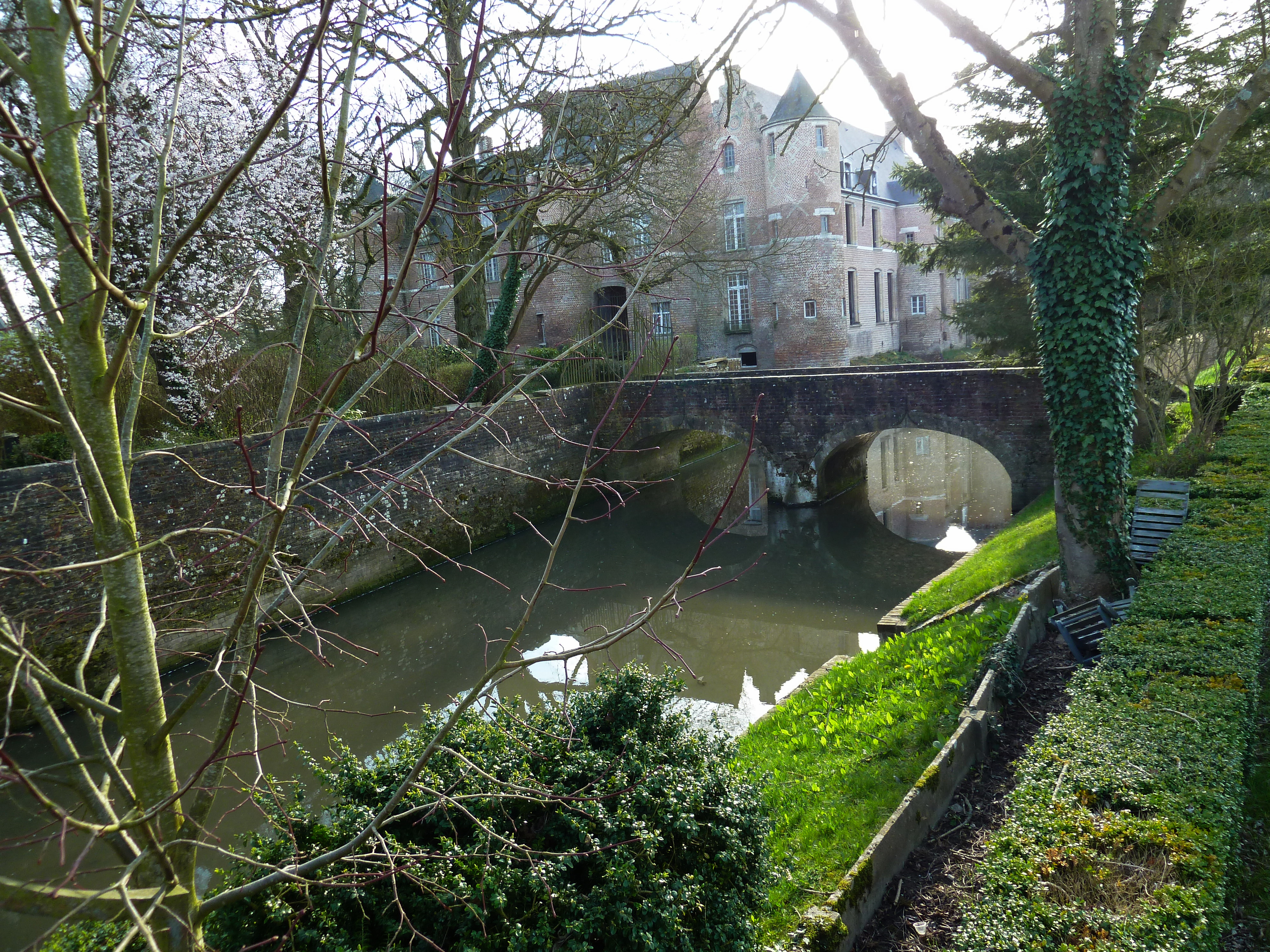
L'Yser au château d'Esquelbecq.
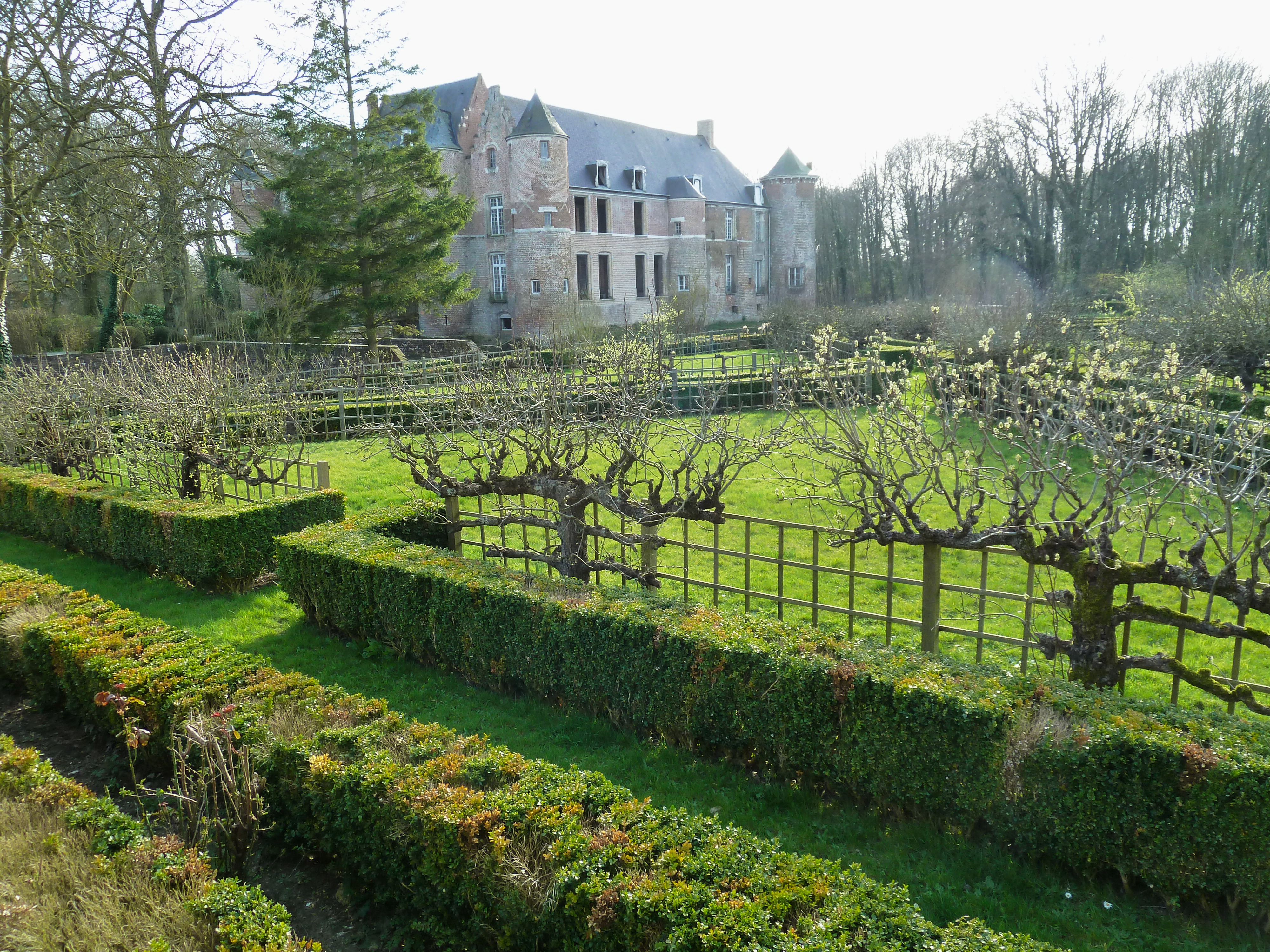
Les jardins du château.

On peut également signaler :

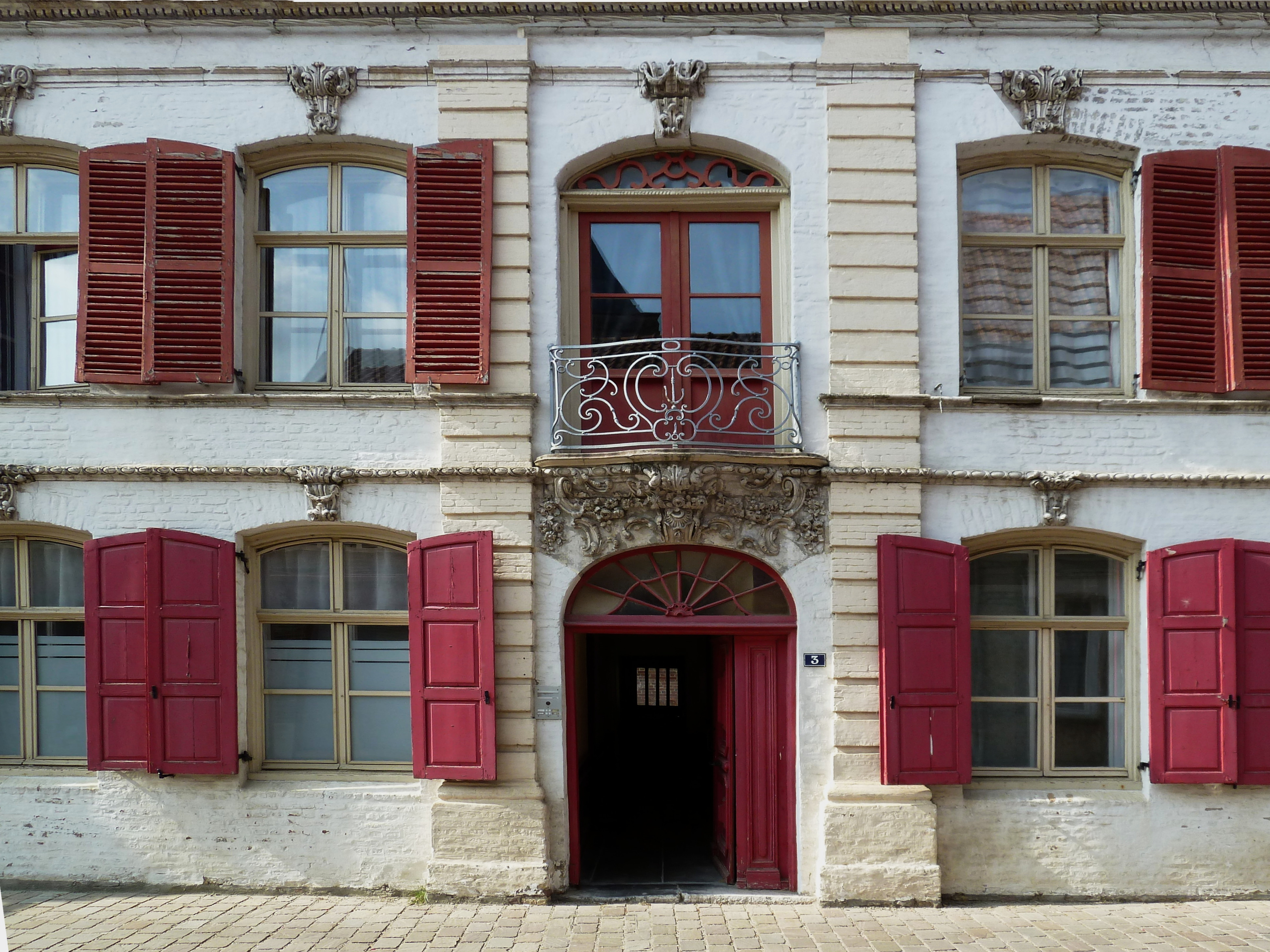
Esquelbecq, maison 3 rue de Bergues.

- Ancien hôtel du bailliage et de l'échevinage remanié en 1615 - place Bergerot
- Maison du bailli XVIIIe, 3 rue de Bergues, faussement attribuée au chevalier de Guernonval qui habitait en réalité à quelques mètres derrière l'église. La maison du bailli Verborgh est inscrite aux monuments historiques depuis 1988[64]
- Site mémoire de la Plaine au bois - 1940 - rue des Dunkirk-Veterans
- La brasserie Poidevin, anciennement brasserie Désiré Belle.
- Gare d'Esquelbecq
- La grange à pans de bois d'Esquelbecq datant du XVIIIe siècle, une grange rectangulaire en briques, bois et torchis, recouverte d'une vaste toiture en chaume.
- L'école privée Saint-Joseph datant de 1888 et l'école publique André-Ammeux.
- Le Donckerval, manoir à tour carrée, route de Wormhout, que fit construire au début du XXe siècle le colonel Pol Voisin, ancien commandant du 15e régiment d'artillerie.
- Le cimetière militaire britannique réalisé en 1918 à la suite de la bataille du mont Kemmel —  il contient près de 700 sépultures des Première et Seconde Guerres mondiales.
- Musée du massacre de la Plaine au Bois - 1940 à la Maison du Westhoek.

### Labels touristiques
Depuis 2007, Esquelbecq possède le label Village du livre. C'est l'un des huit villages du livre de France et le seul village à posséder ce label au nord de Paris.
Depuis 2009, Esquelbecq fait également partie du réseau Village Patrimoine, coordonné par les Pays de Flandre.
Déclaré le 30 juin 2023, "Village Préféré des Français" dans l'émission de télévision présentée par Stéphane Bern.

### Manifestations culturelles et festivités
- Fête locale : Fête de la patate au mois d'août : patate-feest (en flamand occidental)[réf. nécessaire]
- Brocante : 2e dimanche de septembre[réf. nécessaire].
- La nuit du livre avec auteurs, bouquinistes, libraires, éditeurs, poètes, professionnels du livre, relieurs et beaucoup d'autres :  le 1er samedi de juillet[65].
- Festival Label Guit'art : Festival de musique durant l'été (juin)
- Le musée des automates

### Personnalités liées à la commune
- Saint Folquin de Thérouanne
- Valentin de Pardieu, gouverneur de Gravelines de 1577 à 1595[66]
- Henri Louis d'Esquelbecq, habitant Paris, membre du conseil de préfecture du Nord en 1802-1803[67]
- Alphonse Bergerot, député du Nord[68]
- Charles Bergerot, fils du précédent, député du Nord[69]
- Gabriel Deblock, député du Nord, maire d'Esquelbecq.
- Charles Mortier[70], maréchal et pair de France, duc de Trévise (1768-1835).
- Pol Voisin[71], colonel commandant le 15e régiment d'artillerie (1849-1935)
- Guy Rommelaere, historien et généalogiste[72]
- Marcel Deslaurens, général commandant la 60e division d'infanterie, tué à Flessingue le 17 mai 1940.
- Georges Jean Cornil Théodore Vaesken né à Esquelbecq le 9 septembre 1925. Déporté, décédé au camp de Buchenvald le 15 avril 1945[73]

### Légende "La Dame d'Esquelbecq"
Au XVIIe siècle, précisément le 21 Janvier 1655, la baronne d'Esquelbecq, Marie-Jacqueline Triest, est assassinée par sa servante, qui dans la nuit enterre le cadavre dans le parc du château. Mais le chien de la châtelaine déterre le corps et la servante est confondue puis pendue. Depuis, la Dame au petit chien apparaîtrait dans le parc du château chaque nuit de 21 Janvier. Après le meurtre de sa femme, Hubert de Guernonval fit faire un tableau représentant la Sainte-Vierge et l'Enfant Jésus, entourés de plusieurs personnes en prière, dont le baron et la baronne accompagnée de son chien. Ce tableau a disparu lors de l'incendie de 1976.

### Héraldique
|  | Les armes d'Esquelbecq se blasonnent ainsi : « D'or au chevron d'azur accompagné de trois étoiles de gueules »,," Le blason officiel d'Esquelbecq est celui de Valentin de Pardieu (1529-1595) accompagné de sa devise vaincre ou mourir. On lui attribue souvent, par erreur, le blason des Ghistelles d'Esquelbecq : « De gueules au chevron d'hermines, accompagné de trois molettes à six rais d'argent,.». |

### Faune et flore
La zone naturelle d'intérêt écologique, faunistique et floristique (ZNIEFF) appelée "réservoir biologique de l'Yser" se situe à Esquelbecq. Le milieu est du type "Forêt de Frênes et d'Aulnes des fleuves médio-européens", favorable à la présence de l'anguille (Anguilla anguilla) et du brochet (Esox lucius). Un niveau moyen de prospections concerne 2 espèces de poissons (la loche de rivière, Cobitis taenia et l'able de Heckel Leucaspius delineatus) et un niveau faible de prospections concerne une espèce d'insectes (azuré des nerpruns, Celastrina argiolus).

## Sentier de grande randonnée
Le sentier de grande randonnée 130 (GR de l'Yser) passe à Esquelbecq.